# Heat (Chris Brown)
Heat è un singolo del cantante statunitense Chris Brown, in collaborazione con il rapper Gunna pubblicato il 20 giugno dalla RCA Records, come quinto singolo d'anticipazione estratto dall'album Indigo.
Il brano ha ottenuto un buon successo in patria, anche grazie al forte airplay ottenuto nelle radio urban, arrivando a ricevere quattro dischi di platino.

## Il brano
Heat è una mid-tempo R&B, con la produzione e le linee melodiche che fondono lo stile R&B classico con forti influenze trap.

## Video musicale
Il video musicale del brano è stato pubblicato il 30 agosto del 2019 ed è stato diretto dallo stesso  Brown assieme ad Edgar Esteves. Il videoclip inizia con una scena dove i due artisti interpretano i commessi in un negozio di vestiti femminili, ed aprono il negozio alle clienti, mentre la radio del negozio suona il brano Indigo di Brown. Successivamente il video prosegue con coreografie e balli eseguiti dallo stesso Brown in giacca e cravatta, in uno scenario elegante e ricco di giovani donne.

## Classifiche
| Classifica (2019)                    | Posizione massima |
| ------------------------------------ | ----------------- |
| Stati Uniti                          | 36                |
| U.S. Billboard Hot R&B/Hip-Hop Songs | 7                 |